# Frans Daneels

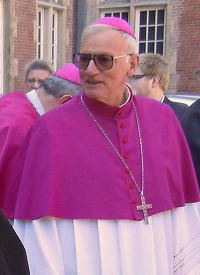
Frans Daneels in gezelschap van onder meer Jean Kockerols tijdens de Heilig Bloedprocessie in 2011

Frans Daneels O. Praem. (Kapellen, 2 april 1941) is een Vlaams norbertijn en titulair aartsbisschop van Bita, een bisdom in Mauritanië waar tot in de vijfde eeuw een bloeiende christelijke gemeenschap was gehuisvest.

## Levensloop
Daneels groeide op aan het Laar in Ekeren in een gezin van zeven kinderen. Hij liep school aan het Sint-Michielscollege in Brasschaat.
Op 28 augustus 1961 werd Daneels geprofest bij de norbertijnen van Averbode. Op 26 maart 1966 werd hij tot priester gewijd.  Na zijn priesterwijding studeerde hij tot 1971 kerkelijk recht aan de Gregoriaanse Universiteit in Rome, waar hij een doctoraat behaalde.  Daarna keerde hij terug naar Averbode. Van 1971 tot 1975 was pater Daneels onderpastoor te Rillaar. Van 1977 tot 1982 was hij pastoor-deken van Averbode. In 1982 keerde hij als procurator-generaal van de orde terug naar Rome. 
In 1985 werd Daneels gastprofessor aan de Gregoriaanse Universiteit in Rome en in april 1989 Promotor Iustitiae van het hoogste tribunaal van de Apostolische Signatuur in Rome. In 1998 werd hij ook lid van de Disciplinaire Commissie van de Romeinse Curie. 
In 2008 werd Daneels benoemd tot secretaris van de Apostolische Signatuur.  Tegelijkertijd werd hij tot titulair bisschop van Bita benoemd; zijn bisschopswijding vond plaats op 1 mei 2008. Op 10 oktober 2012 werd hij titulair aartsbisschop.
Daneels ging op 16 juli 2016 met emeritaat.  Op 30 september 2017 werd Daneels rechter bij de Apostolische Signatuur. 
- Bibliothèque nationale de France: cb12016449j (data)
- Gemeinsame Normdatei: 173185398
- International Standard Name Identifier: 0000 0000 7357 4807
- Library of Congress Control Number: no92000246
- Nederlandse Thesaurus van Auteursnamen: 072407999
- Istituto Centrale per il Catalogo Unico: SBLV214329
- Système universitaire de documentation: 028300912
- Virtual International Authority File: 32007927
- WorldCat: E39PBJkhHPqdc4vfvyDD7wgdwC